# Nekrasovska linija
Nekrasovska linija (rusko Некрасовская линия) (Linija 15; Rožnata linija) je petnajsta linija Moskovske podzemne železnice. Prvi odsek, med postajama Kosino in Nekrasovka, je bil odprt 3. junija 2019. Drugi odsek je bil odprt 27. marca 2020. Mestni uradniki pričakujejo, da bo, ko bo končana, razbremenila potniški promet na Tagansko-krasnopresnenski liniji.
Med 17. in 19. februarjem 2023 je bil odsek med Elektrozavodsko in Nižegorodsko postajo zaprt z namenom, da bi ga povezali z Veliko obročasto linijo. 20. februarja je bil odsek prenesen z Nekrasovske linije na Veliko obročasto linijo.

## Ime
Med gradnjo je bila linija imenovana Kožuhovska linija. Glede imena obstaja pomislek, saj izhaja iz imena majhne vasi v tej regiji, vendar že obstaja Kožuhovska postaja na Ljublinsko-dmitrovski liniji, ki je svoje ime prejela iz druge vasi z istim imenom. Tako je obstajala možnost zmede.
Mesto je na svojem portalu Aktiven državljan odprlo glasovanje za preimenovanje linije v Nekrasovsko linijo. Udeleženci so glasovali za preimenovanje z 73,5 %. Novembra 2018 je uradni moskovski zemljevid podzemnih železnic omenil linijo kot Nekrasovsko linijo. To je bilo drugič v dveh letih, da so prebivalci Moskve glasovali za preimenovanje nove prevozne linije. Leta 2017 je podobno glasovanje vodilo v spremembo imena Velike obročaste linije z njenega delovnega imena – Tretji prestopni obris.

## Odprtje
Tehnični zagon prvega odseka med postajama Nekrasovka in Kosino se je zgodil 31. avgusta 2018, odprtje pa 3. junija 2019.
2. januarja 2020 je bil izveden tehnični zagon drugega odseka Kosino–Lefortovo, vključno z odsekom Velike obročaste linije. Odprtje je bilo načrtovano za konec marca 2020.
Med 20. in 24. marcem 2020 je bila linija zaprta za potnike zaradi povezovanje z novim odsekom Kosino–Lefortovo.
Drugi odsek Nekrasovske linije s postajami Jugo-vostočnaja, Okska, Stahanovska in Nižegorodska je bil odprt 27. marca 2020.
Odsek BKL od Lefortovega do Elektrozavodske je bil odprt 31. decembra 2020 kot del Nekrasovske linije.
Med 17. in 19. februarjem 2023 je bil odsek Nekrasovske linije med Elektrozavodsko in Nižegorodsko začasno zaprt, zaradi povezave z Veliko obročasto linijo.
20. februarja 2023 je odsek nadaljeval z delovanjem in je bil pozneje predan Veliki obročasti liniji.